# Teichläufer
Teichläufer (Hydrometridae) sind eine Familie der Wanzen (Heteroptera) aus der Teilordnung der Gerromorpha. Sie sind weltweit außer in der Antarktis verbreitet, wobei ihr Hauptverbreitungsgebiet in den Tropen liegt. Es sind etwa 119 Arten in sieben Gattungen bekannt.

## Merkmale
Die Wanzen werden 3 bis 22 Millimeter lang. Ihr Körper ist schlank und langgestreckt, ihre Beine sind auffällig lang und dünn. Die Vorderflügel können gut ausgebildet oder zurückgebildet sein, oder auch fehlen. Ihre Oberfläche ist mehr oder weniger gleichmäßig und vollständig sklerotisiert. Sie werden in Ruheposition mehr oder weniger flach auf den Hinterleib angelegt. Manche Arten können fliegen, andere nicht. Der Kopf der Tiere ist gerade, die Facettenaugen liegen etwa bei der Hälfte der Länge. Das Rostrum ist auf der Unterseite durch eine sklerotisierte Gula deutlich vom Sternum des Prothorax getrennt. Die vier- oder fünfgliedrigen Fühler sind länger als der Kopf und unbeborstet. Am Metathorax sind seitlich keine Öffnungen für Pheromondrüsen ausgebildet. Die Hüften (Coxen) der Hinterbeine sind beweglich, die Tarsen sind dreigliedrig.

## Lebensweise
Die Tiere besiedeln den Übergangsbereich zwischen Wasser und Land von Teichen, Mooren und langsam fließenden Bächen. Sie ernähren sich von verschiedenen Wirbellosen, sowohl räuberisch als auch von toten Tieren. Die typische Beute umfasst Mücken, Stechmücken- und Zuckmückenlarven, Wasserflöhe und Springschwänze. Sie können sich wie Wasserläufer auf der Wasseroberfläche fortbewegen. Die Weibchen legen ihre Eier entweder an waagerechten Stängeln oder einige Zentimeter über dem Wasserspiegel am Boden ab.

## Systematik (Europa)
In Europa ist die Familie mit zwei Arten vertreten:
- Zierlicher Teichläufer (Hydrometra gracilenta) Horvath, 1899
- Gemeiner Teichläufer (Hydrometra stagnorum) (Linnaeus, 1758)

## Belege